# Macarena

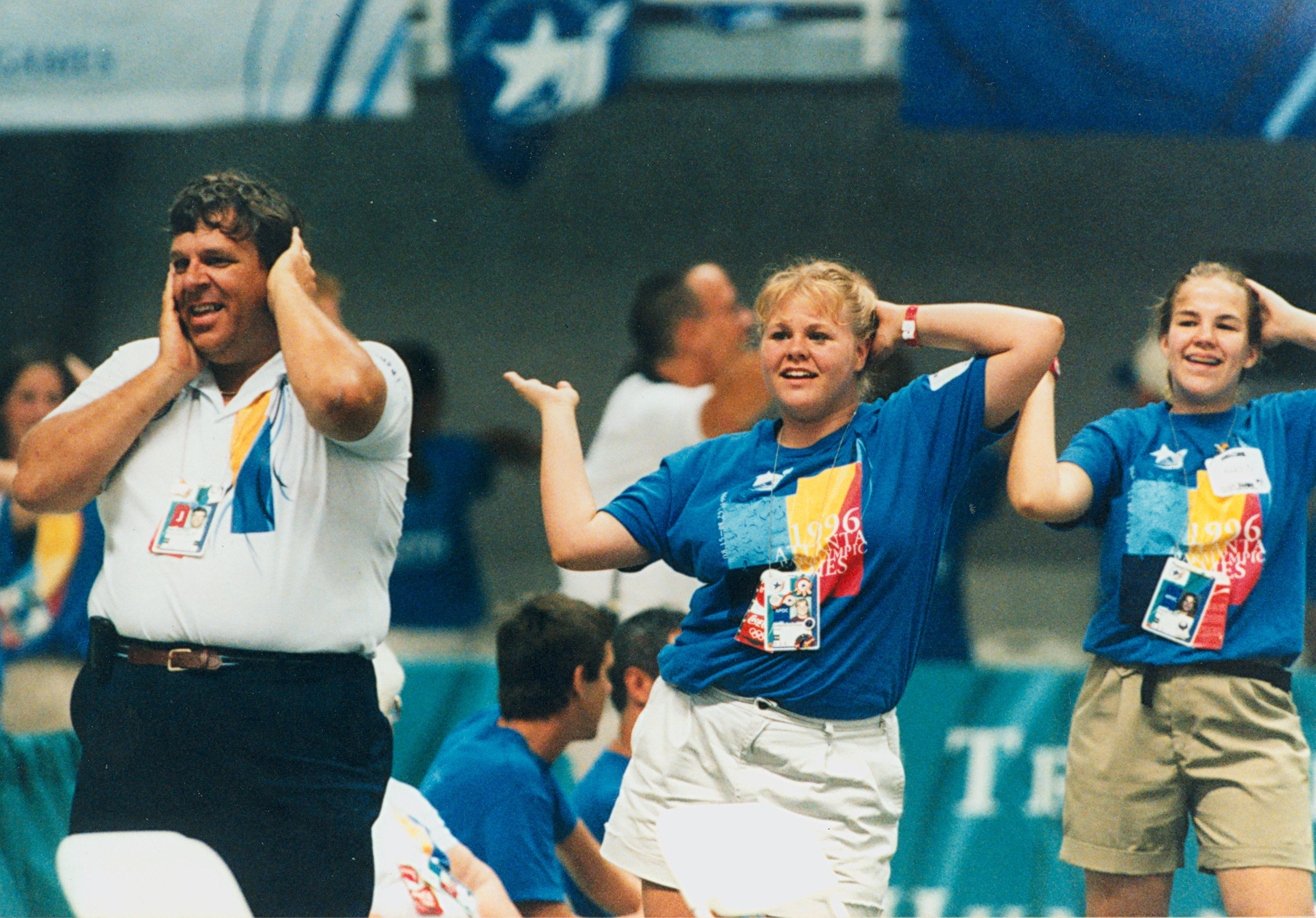
Macarena tańczona na igrzyskach paraolimpijskich w Atlancie w 1996 r.

Macarena – piosenka hiszpańskiego duetu Los Del Río z 1993, której muzyka jest połączeniem flamenco i popu.

## Historia
Wydany w marcu 1993 utwór o dziewczynie imieniem Macarena odniósł sukces w Hiszpanii w lecie tego samego roku. Sprzedano ponad 500 tysięcy singli z nagraniem Macareny. Na przełomie 1994/1995 została wydana w krajach latynoskich i wszędzie dotarła na pierwsze miejsce na listach przebojów (m.in. w Meksyku). W czerwcu 1995 ponad 45 tysięcy singli zostało sprzedanych w Kanadzie. W tym czasie Los del Rio zrobiło angielski remiks piosenki z producentami z Bayside Boys w Miami. W sierpniu 1995 singiel z Macareną został wydany w USA. Nowa wersja stała się światowym hitem. 9 września 1995 utwór znalazł się na Hot Top 100 Singles Charts magazynu „Billboard”, co było ewenementem, gdyż od 1969 żaden hiszpański wykonawca nie był umieszczany na tej liście. Piosenka osiągnęła 45. pozycję, pozostając na liście przez ponad 20 tygodni.
Do piosenki stworzono grupowy układ choreograficzny. We wrześniu 1995 po imprezie w Dallas Macarena została wpisana do Księgi rekordów Guinnessa, gdyż ponad 5 tysięcy ludzi tańczyło ją jednocześnie, jednak w kolejnych latach padały następne rekordy: w ponad 15 tysięcy osób w Miami i 30 tysięcy w Puerto Rico (oba rekordy w listopadzie 1995), potem ponad 150 tysięcy w Brazylii (styczeń 1996) i 400 tysięcy w Hiszpanii (marzec 1996), W listopadzie 1995 na Filipinach ogłoszono ogólnokrajowy konkurs taneczny Macarena. W styczniu 1996 stacja ABC w swoim programie „Good Morning America” potwierdziła fenomen Macareny w swoim specjalnym roczniku na rok 1995. Macarena została wydana na ponad 65 kompilacjach (składankach) na całym świecie. Utwór pojawił się także na ścieżce dźwiękowej do amerykańskiego filmu An Eye For An Eye z Sally Field. W Portugalii zorganizowano w krajowej stacji telewizyjnej konkurs z tańcem Macarena w sobotnim programie. Układ ten wygrał Narodowy Konkurs Tańca w Niemczech. W Miami zrealizowano godzinny specjalny program telewizyjny o Macarenie dla Univision i był on transmitowany w 18 krajach. Przez trzynaście tygodni Macarena okupowała pierwsze miejsce listy „Billboardu”.
W grudniu 2001 roku wydano świąteczny mix piosenki pod tytułem „Macarena (Christmas Joy Mix)”, gdzie między zwrotkami są śpiewane różne anglojęzyczne kolędy m.in. Jingle Bells w wykonaniu tancerek. W 2004 r. w Anglii Macarenę przetańczyło wspólnie 1712 osób. Piosenka została użyta w filmie W pogoni za Lolą i Hotel Transylwania 3.